# 马尼夸根陨石坑
51°23′10.22″N 68°41′59.71″W / 51.3861722°N 68.6999194°W

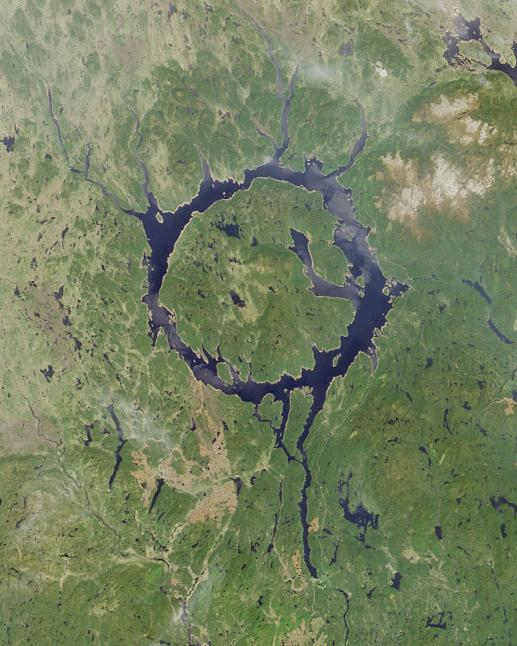
從繞地球軌道所拍攝的马尼夸根隕石坑影像。影像來源：NASA

马尼夸根隕石坑又稱马尼夸根湖（英語：Lake Manicouagan）、马尼夸根水庫（英語：Manicouagan Reservoir），是一個位於加拿大魁北克省的古老隕石坑。這個環狀湖的面積達1,942平方公里，湖中央為勒内-勒瓦瑟岛（René-Levasseur Island）。這個獨特的巨大環狀地形被稱「魁北克之眼（eye of Quebec）」。在2007年，加拿大著名太空人馬克·加諾（Marc Garneau）提名马尼夸根隕石坑參加加拿大廣播公司（CBC）舉辨的「加拿大七大奇觀」的評選。

## 撞擊事件

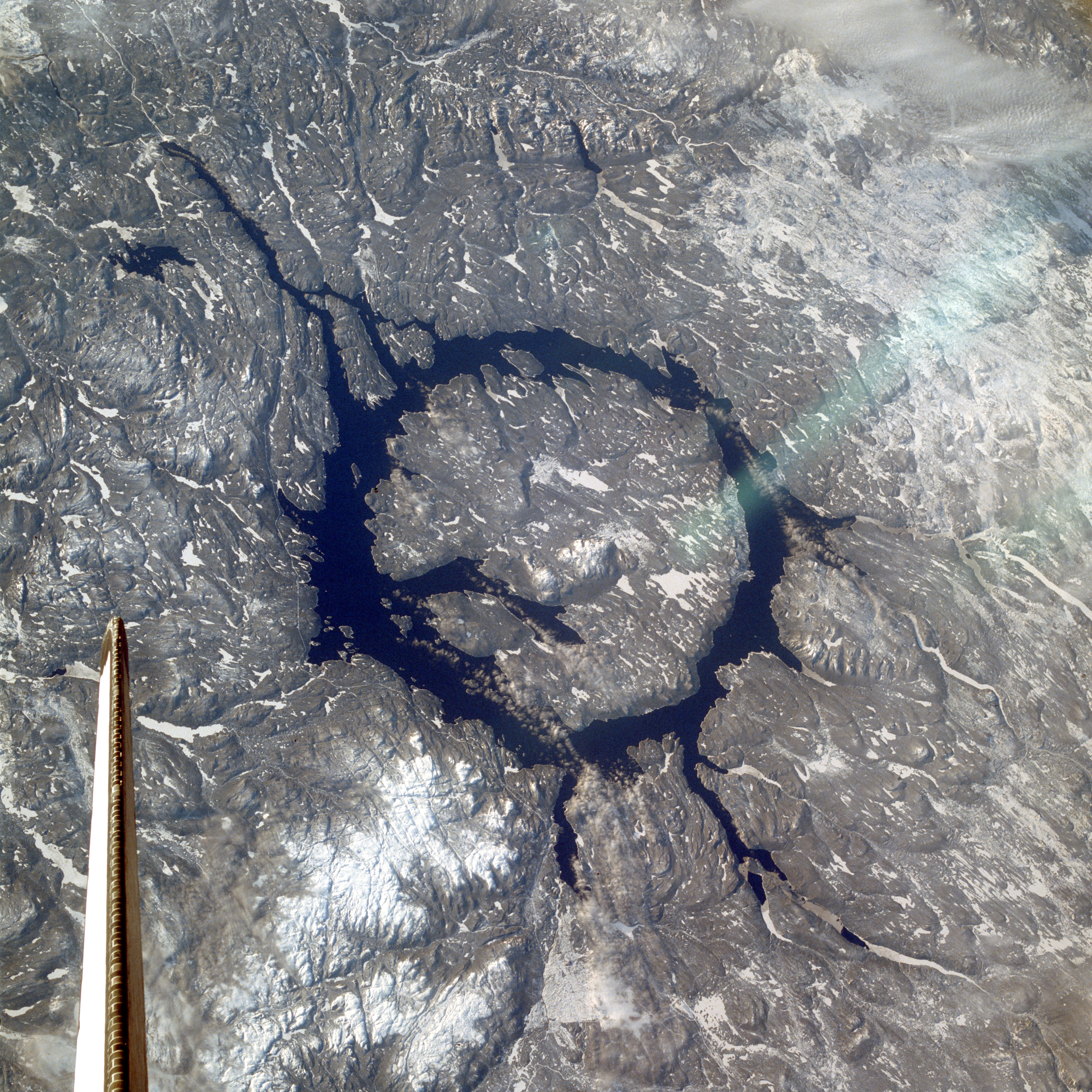
冬季時的马尼夸根隕石坑（南北顛倒）

距信马尼夸根隕石坑是在約2.1億年前，也就是三疊紀時期，因為一顆直徑5公里的天體撞擊而形成的。這個小天體在地球表面撞出了直徑100公里的大洞；但在風化作用侵蝕下，今日坑體呈一個直徑72公里左右的環形湖。马尼夸根隕石坑是目前地表上已知第五大的隕石坑。
近期的研究認為马尼夸根隕石坑的形成年代是2億1400萬年前（誤差值為100萬年）。早於三疊紀-侏羅紀滅絕事件約1200萬年（誤差值為200萬年）。

## 水力發電計畫
1960年代，加拿大政府以隕石坑為主體建設了一系列的水壩和水力發電廠，由魁北克電力公司（Hydro-Québec）進行马尼夸根隕石坑的工程。這個工程連接了马尼夸根湖與烏塔爾德河（Rivière aux Outardes）。這個工程也使得湖水面積增加到1,942平方公里。現在马尼夸根湖是加拿大東部一個重要的發電場所。

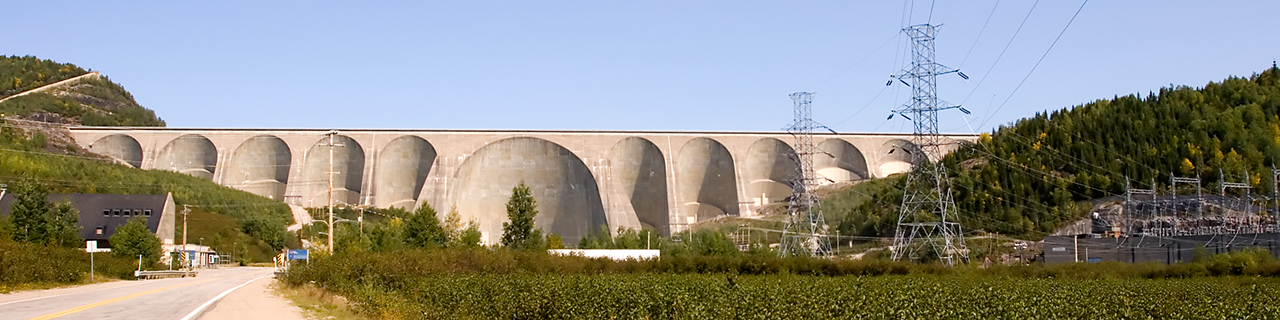
Daniel-Johnson大坝是马尼夸根水庫的主要大坝，支持 Manic-5 水电站

## 外部連結
- Google maps
- 每日一天文圖